# Gymnophora penai
Gymnophora penai är en tvåvingeart som beskrevs av Brown 1987. Gymnophora penai ingår i släktet Gymnophora och familjen puckelflugor. Inga underarter finns listade i Catalogue of Life.